# Вяткинская
Вяткинская — деревня в Шенкурском районе Архангельской области. Входит в состав муниципального образования «Верхопаденьгское».

## География
Деревня расположена в южной части Архангельской области, в таёжной зоне, в пределах северной части Русской равнины, в 74 километрах на юг от города Шенкурска, на правом берегу реки Паденьга, притока Ваги. Ближайшие населённые пункты: на востоке деревня Купуринская, на северо-западе деревня Часовенская, на севере, на противоположенной стороне реки, расположены деревни Калиновская и Ивановская.
Часовой пояс
Вяткинская, как и вся Архангельская область, находится в часовой зоне МСК (московское время). Смещение применяемого времени относительно UTC составляет +3:00.

## Население
| 2002 | 2010 | 2012 |
| ---- | ---- | ---- |
| 164  | ↘120 | ↗129 |

## История
Указана в «Списке населённых мест по сведениям 1859 года» в составе Шенкурского уезда(1-го стана) Архангельской губернии под номером «2052» как «Вяткинская». Насчитывала 11 дворов, 39 жителей мужского пола и 40 женского.
В «Списке населенных мест Архангельской губернии к 1905 году» деревня Вяткинская (Падуново) насчитывает 28 дворов, 93 мужчины и 97 женщин.  В административном отношении деревня входила в состав Верхопаденгского сельского общества Верхопаденгской волости.
На 1 мая 1922 года в поселении 37 дворов, 77 мужчин и 100 женщин.